# 35R busz (Miskolc)
A miskolci 35R jelzésű autóbuszvonal a Repülőtér és az Avas kilátó között közlekedett a 35É járatot felváltva. A járatot az MVK Zrt. üzemeltette.

## Története
2015. június 15-én indult mint éjszakai járat, melynek napközben is volt néhány indulása. Később a 35-össel ellentétben a járat nem érintette a Centrumot, helyette a Villanyrendőrön keresztül közlekedett. Egyes menetidőkben 35G jelzésű busz közlekedett a Szondi György utcáig, mely 2021. május 3-tól már önálló garázsmeneti járatként közlekedik.
2023. október 14-től 36-os jelzéssel közlekedik.

## Megállóhelyei
| 35R (Repülőtér – Avas kilátó) |                    |                 |                                            | |
| Menetidő (perc)               | Megállóhely        | Menetidő (perc) | Átszállási kapcsolatok                     | Intézmények |
| 0                             | Repülőtér          | 27              | 8, 12, 14, 14Y, 20, 24, 54, 240            | Repülőtér, Autóbusz-állomás, Szentpéteri kapui temető, OBI Áruház, Robert Bosch Park, Miskolci Nagybani Piac                                                      |
| 2                             | Napsugár otthon    | 26              | 12, 14, 14Y, 20, 24, 54                    | Őszi Napsugár Otthon, Miskolci Rendészeti Szakközépiskola, TESCO extra Áruház, Stop Shop                                                                          |
| 3                             | Megyei Kórház      | 24              | 12, 14, 14Y, 20, 24, 54                    | Megyei Kórház, József Attila Könyvtár |
| 5                             | Levente vezér utca | 22              | 12, 14, 14Y, 20, 54                        | Szentpéteri kapu |
| 6                             | Álmos utca         | 21              | 12, 14, 14Y, 20, 54                        | |
| ∫                             | Szeles utca        | 20              | 1, 11, 12, 14, 14Y, 20, 54                 | Miskolc Plaza, Macropolis épületkomplexum |
| 8                             | Petőfi tér         | 18              | 1, 11, 12, 14, 14Y, 34, 54                 | Deszkatemplom, „Deszkatemető”, Nemzeti Adó- és Vámhivatal |
| 9                             | Hősök tere         | ∫               | 14, 14Y, 28, 34, 35, 43, 44                | Hősök tere, Zsinagóga, Postapalota, Minorita templom, Földes Ferenc Gimnázium, Berzeviczy Gergely Szakközépiskola, Magyar Államkincstár, CIB Bank, Magyar Telekom |
| 10                            | Villanyrendőr      | ∫               | 14, 14Y, 28, 34, 35, 43, 44 1, 2           | Belváros, Villanyrendőr, Szinva terasz, Miskolci Nemzeti Színház, Borsod Ingatlan, Tigáz Zrt.                                                                     |
| 13                            | Népkert            | 15              | 2, 12, 14, 14Y, 20, 22, 28, 34, 35, 43, 44 | Sportcsarnok, Jégcsarnok, Műjégpálya, Megyei Könyvtár, Népkerti Vigadó, Népkert, Mindszenti temető, Herman Ottó Múzeum, Népkerti Állatklinika, City Hotel Miskolc |
| 15                            | SZTK Rendelő       | 14              | 2, 12, 14, 14Y, 20, 22, 30, 31, 34, 43, 44 | Semmelweis kórház, Szent Ferenc kórház |
| 17                            | Petneházy bérházak | 13              | 2, 12, 14, 14Y, 20, 22, 30, 31, 34, 43, 44 | Fáy András Közgazdasági Szakközépiskola |
| 18                            | Tapolcai elágazás  | 12              | 2, 12, 20, 22, 30, 34, 43, 44              | |
| 19                            | Vasúti felüljáró   | 10              | 2, 4, 12, 14, 14Y, 20, 22, 30, 34          | |
| 20                            | Szentgyörgy út     | 8               | 2, 12, 4, 14, 14Y, 20, 22, 29, 30, 34, ME  | |
| 21                            | Sályi István utca  | 7               | 29, 30, 32, 34, Auchan 2                   | |
| 22                            | Avas városközpont  | 6               | 29, 30, 31, 32, 34, Auchan 2               | |
| 23                            | Ifjúság útja       | 5               | 22, 29, 31, 32, 34, 35, Auchan 2           | |
| 24                            | Mednyánszky utca   | 4               | 22, 29, 31, 32, 34, 35, Auchan 2           | Avasi Gimnázium |
| 25                            | Hajós Alfréd utca  | 3               | 22, 29, 31, 32, 34, 35, Auchan 2           | |
| 27                            | Leszih Andor utca  | 1               | 22, 29, 31, 32, 34, 35, Auchan 2           | |
| 28                            | Avas kilátó        | 0               | 22, 29, 31, 32, 34, 35, 38, Auchan 2       | Avasi kilátó |